# John Cary
John Cary (geb. ca. 1754; gest. 1835) war ein englischer Kartograph, Graveur, Globenmacher und Verleger.

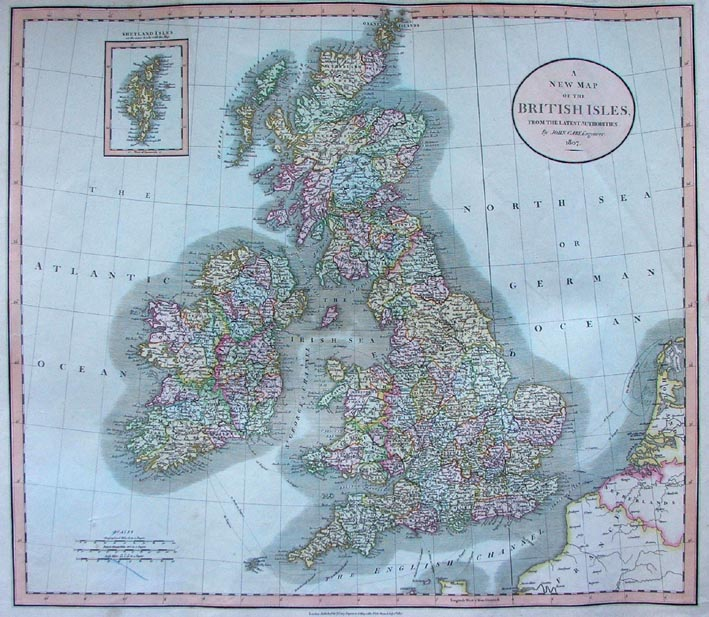
A New Map of the British Isles, from the Latest Authorities (1807) aus John Carys New Universal Atlas

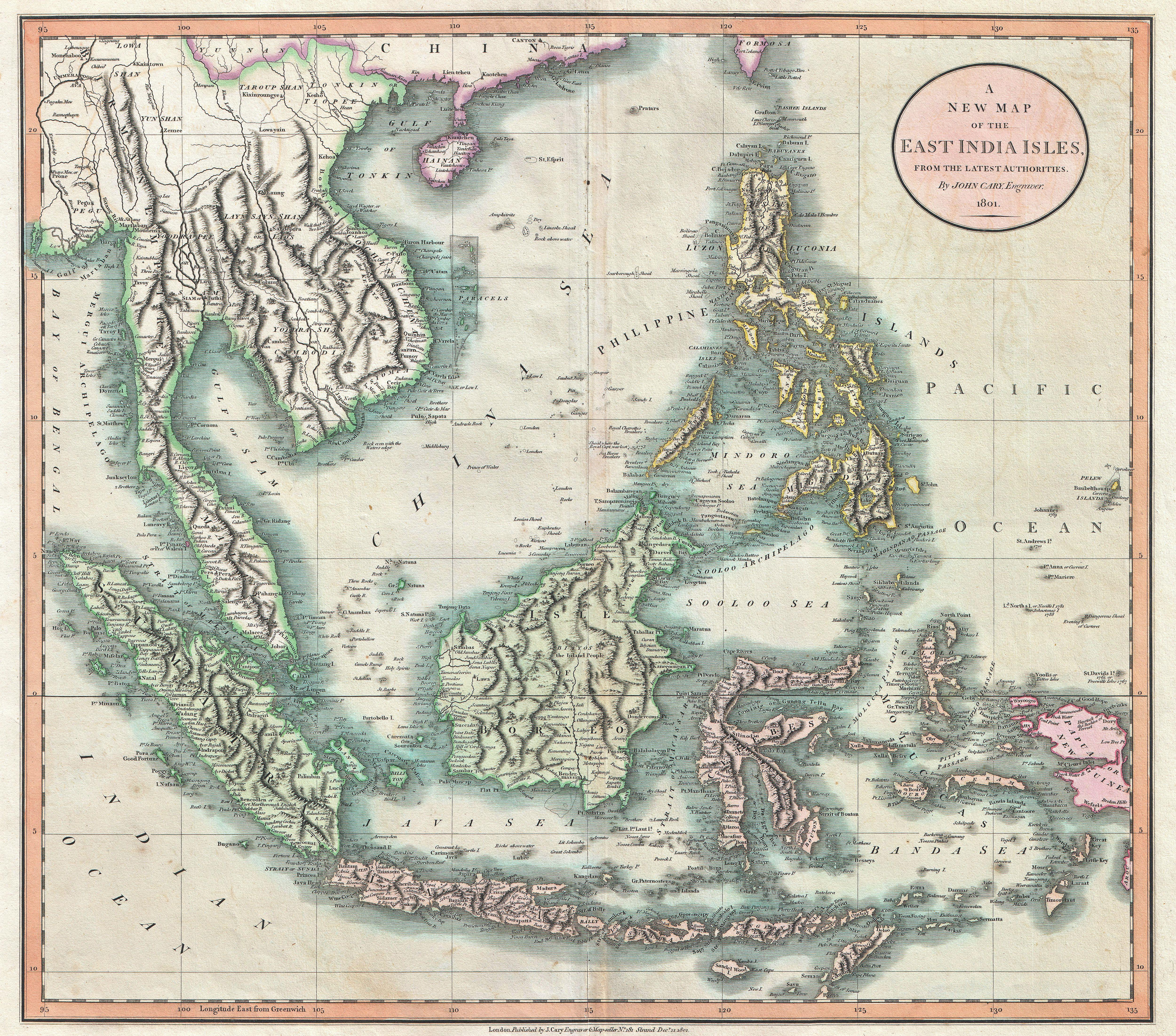
A New Map of the East India Isles, from the Latest Authorities (1801)

## Leben
Der ca. 1754 geborene Cary wird von vielen als einer der besten Kartographen seiner Zeit angesehen und ist für seine hohen Ansprüche bekannt. Seine äußerst detaillierten und genauen Karten markieren einen Wendepunkt von der früheren Betonung der Dekoration hin zu einer stärkeren Betonung der Information. In seinem späteren Leben arbeitete der in London tätige Cary zusammen mit dem Geologen William Smith an geologischen Karten.
Der Instrumentenmacher William Cary war sein Bruder.
Im Jahr 1787 veröffentlichte Cary seinen New and Correct English Atlas. Dieser erwies sich als sehr beliebt und wurde in zahlreichen Auflagen veröffentlicht, zuletzt 1862. Im Jahr 1789 veröffentlichte Cary einen Taschenatlas mit dem Titel Cary’s Traveller’s Companion, der ebenfalls ein Erfolg war. 
1794 wurde Cary vom Generalpostmeister (Postmaster General) beauftragt, eine Übersicht über alle Hauptverkehrsstraßen des Landes zu erstellen.

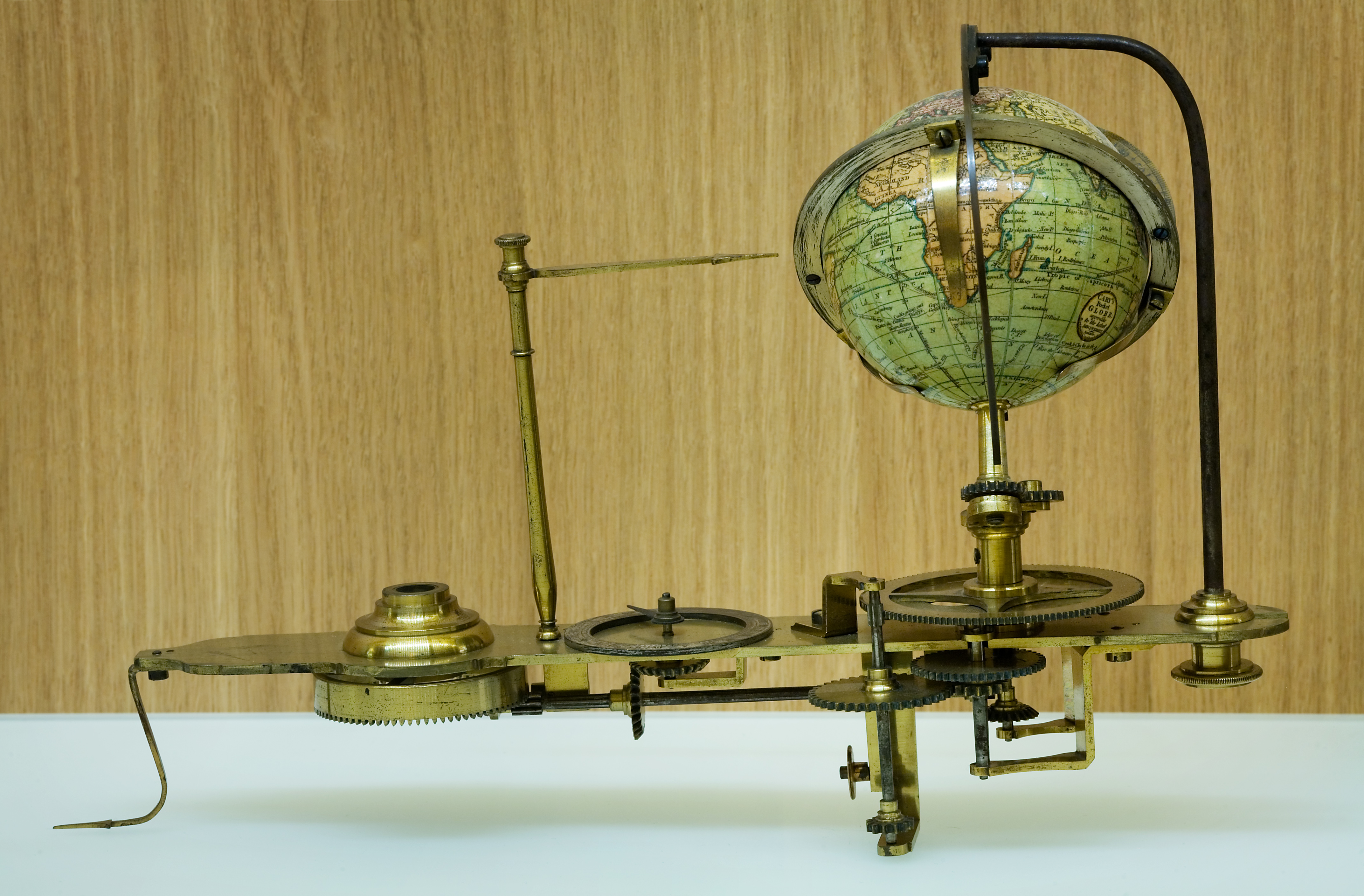
Cary’s Pocket Globe (1794)

## Werke
- Actual Survey of the country fifteen miles around London (1786)
- New and Correct English Atlas (1787)
- Camden's Britannia (1789) – maps for 1789 and 1806 editions
- Cary’s Survey of the High Roads from London (1790)
- Cary’s Traveller’s Companion (1790)
- New Maps of England and Wales with part of Scotland (1794)
- Inland Navigation; or Select Plans of the Several Navigable Canals throughout Britain (1795)
- Cary’s New Itinerary (1798)
- A New Map of Scotland (1801)
- New British Atlas (1805), with John Stockdale
- A New map of chinese & independent Tartary (1806)
- Cary’s New Universal Atlas (1808)
- Cary’s English Atlas (1809)
- New Elementary Atlas (1813)
- Cary’s New Itinerary (1817)